# Divisional Extra "C" de Uruguay
La Divisional Extra "C", fue un torneo de sexta categoría dentro de la pirámide del fútbol uruguayo, disputado por única vez en el año 1966 (único año que la AUF contó con 6 categorías). Los equipos de esta divisional pasaron a participar en la Divisional de Ascenso a partir del año 1968 junto a los equipos de Extra "B".
Disputaron ese campeonato los siguientes equipos: Casa Armenia, Casa D’ Italia, Centenario Juniors, Deportivo Interior, Deportivo Municipal. Engraw, Gustavo Volpe, Huran Cerrito, Olímpico Duilio, Oriental, Rubén Darío, San Lorenzo Unión, Sportivo Soriano, Villa Colón y Villa Teresa. El campeón fue Centenario Juniors.
Posteriormente la liga fue disuelta. Junto a los equipos de Extra "B", los equipos pertenecientes a esta divisional pasaron a disputar a partir de 1968 la Divisional de Ascenso a la Extra.